# Nikita Rafalovich
Nikita Rafalovich (Taskent, 10 de octubre de 1993) es un deportista uzbeko que compite en taekwondo.
Ganó tres medallas en el Campeonato Mundial de Taekwondo entre los años 2015 y 2022, y cinco medallas en el Campeonato Asiático de Taekwondo entre los años 2014 y 2022.
En los Juegos Asiáticos obtuvo dos medallas, oro en 2018 y plata en 2014. Participó en dos Juegos Olímpicos de Verano, en los años 2016 y 2020, ocupando el quinto lugar en Tokio 2020, en la categoría de –80 kg.

## Palmarés internacional
| Campeonato Mundial  | Campeonato Mundial           | Campeonato Mundial | Campeonato Mundial |
| Año                 | Lugar                        | Medalla            | Categoría          |
| ------------------- | ---------------------------- | ------------------ | ------------------ |
| 2015                | Cheliábinsk (Rusia)          | Medalla de plata   | –74 kg             |
| 2017                | Muju (Corea del Sur)         | Medalla de plata   | –74 kg             |
| 2022                | Guadalajara (México)         | Medalla de bronce  | –87 kg             |
| Juegos Asiáticos    |                              |                    |                    |
| Año                 | Lugar                        | Medalla            | Categoría          |
| 2014                | Incheon (Corea del Sur)      | Medalla de plata   | –74 kg             |
| 2018                | Yakarta (Indonesia)          | Medalla de oro     | –80 kg             |
| Campeonato Asiático |                              |                    |                    |
| Año                 | Lugar                        | Medalla            | Categoría          |
| 2014                | Taskent (Uzbekistán)         | Medalla de bronce  | –74 kg             |
| 2016                | Pásay (Filipinas)            | Medalla de plata   | –74 kg             |
| 2018                | Ciudad Ho Chi Minh (Vietnam) | Medalla de oro     | –74 kg             |
| 2021                | Beirut (Líbano)              | Medalla de bronce  | –80 kg             |
| 2022                | Chuncheon (Corea del Sur)    | Medalla de oro     | –87 kg             |